# Odăile, Prahova
Odăile este un sat în comuna Puchenii Mari din județul Prahova, Muntenia, România.
În 1861, era un sat ce aparținea de Puchenii Mari, plasa Câmpu.
În 2011, localitatea avea 583 de locuitori.